# Wellesley (Ontario)
Wellesley (offiziell Township of Wellesley) ist eine Gemeinde in der Regional Municipality of Waterloo im Südwesten der kanadischen Provinz Ontario mit 11.260 Einwohnern (Stand: 2016). Das Township hat den Verwaltungsstatus einer Lower Tier (untergeordneten Gemeinde).

## Geographie
Das Gebiet von Wellesley schließt sich nordwestlich an die Städte Cambridge, Kitchener und Waterloo an. Rund 75 Kilometer südöstlich liegt Hamilton, 110 Kilometer östlich Toronto. Der Nith River tangiert Wellesley im Süden.

## Geschichte
Die meisten der ersten Siedler in der Gegend kamen aus Deutschland. Erst 1843 wurde das Gebiet detailliert vermessen. Im Jahr 1861 lebten bereits 6000 Einwohner dort, die sich überwiegend von der Landwirtschaft ernährten. Da jedoch keine Eisenbahnlinie durch den Ort führte, wuchs er nur langsam weiter und erhielt zunächst den Namen Schmidtsville, wurde aber später zu Ehren von Richard Wellesley, 1. Marquess Wellesley in Wellesley umbenannt.
Die Landwirtschaft ist auch heute noch der dominierende Wirtschaftszweig. Am letzten Sonnabend im September eines jeden Jahres findet das Wellesley das Apple Butter and Cheese Festival statt, das sich zu einer touristischen Attraktion entwickelt hat und mehrere Tausend Besucher anzieht. Angeboten wird dabei eine Vielzahl von Lebensmitteln, im Besonderen verschiedene Kuchen sowie Pancake mit Ahornsirup, Apple Butter sowie Wurst- und Käsespezialitäten.
Im Wellesley befinden sich einige historisch wertvolle Gebäude, die in der List of historic places in Regional Municipality of Waterloo aufgeführt sind, dazu zählen: Queen’s Tavern, Reiner House und St. John’s Lutheran Church.

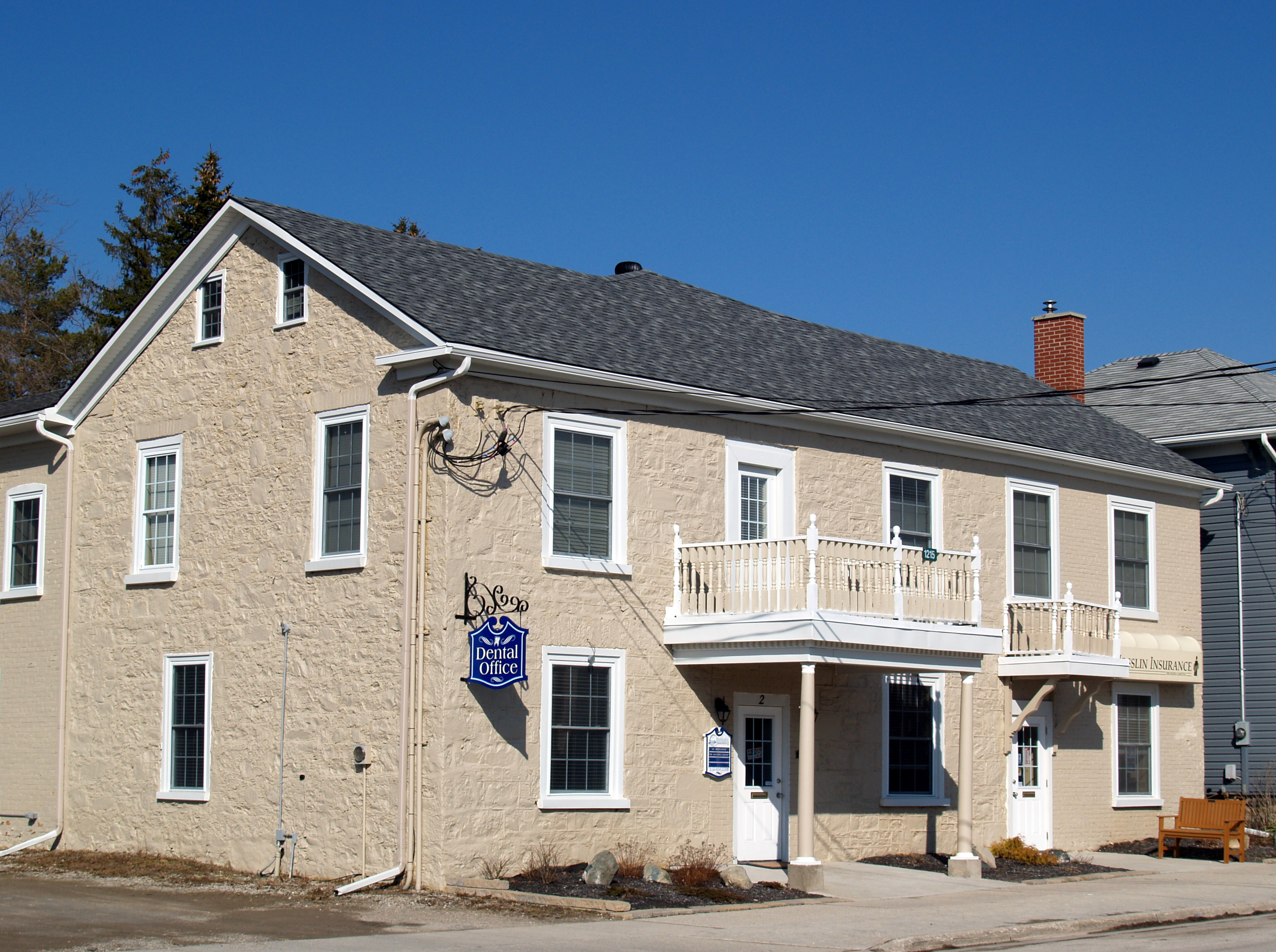
Queen’s Tavern
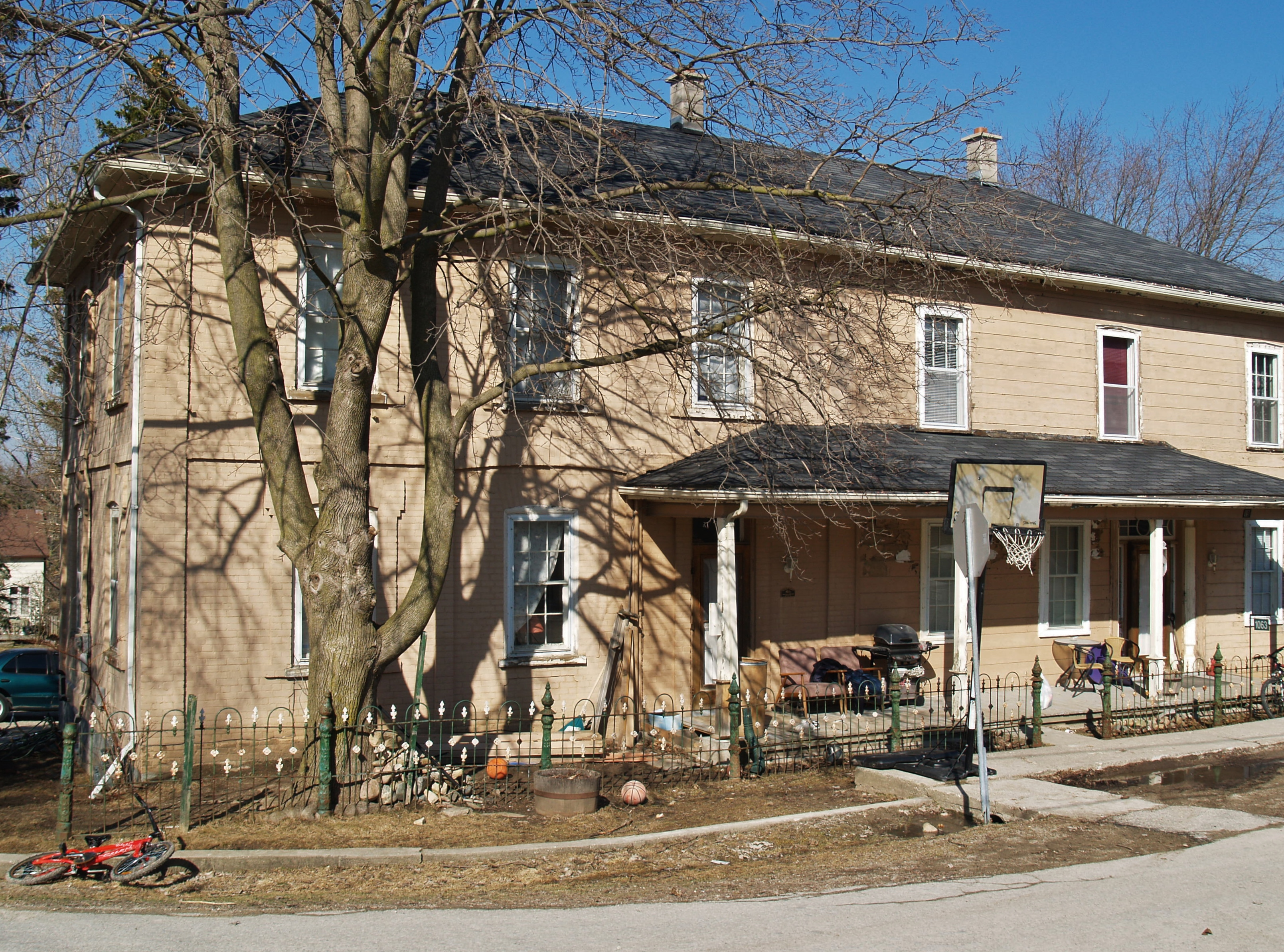
Reiner House
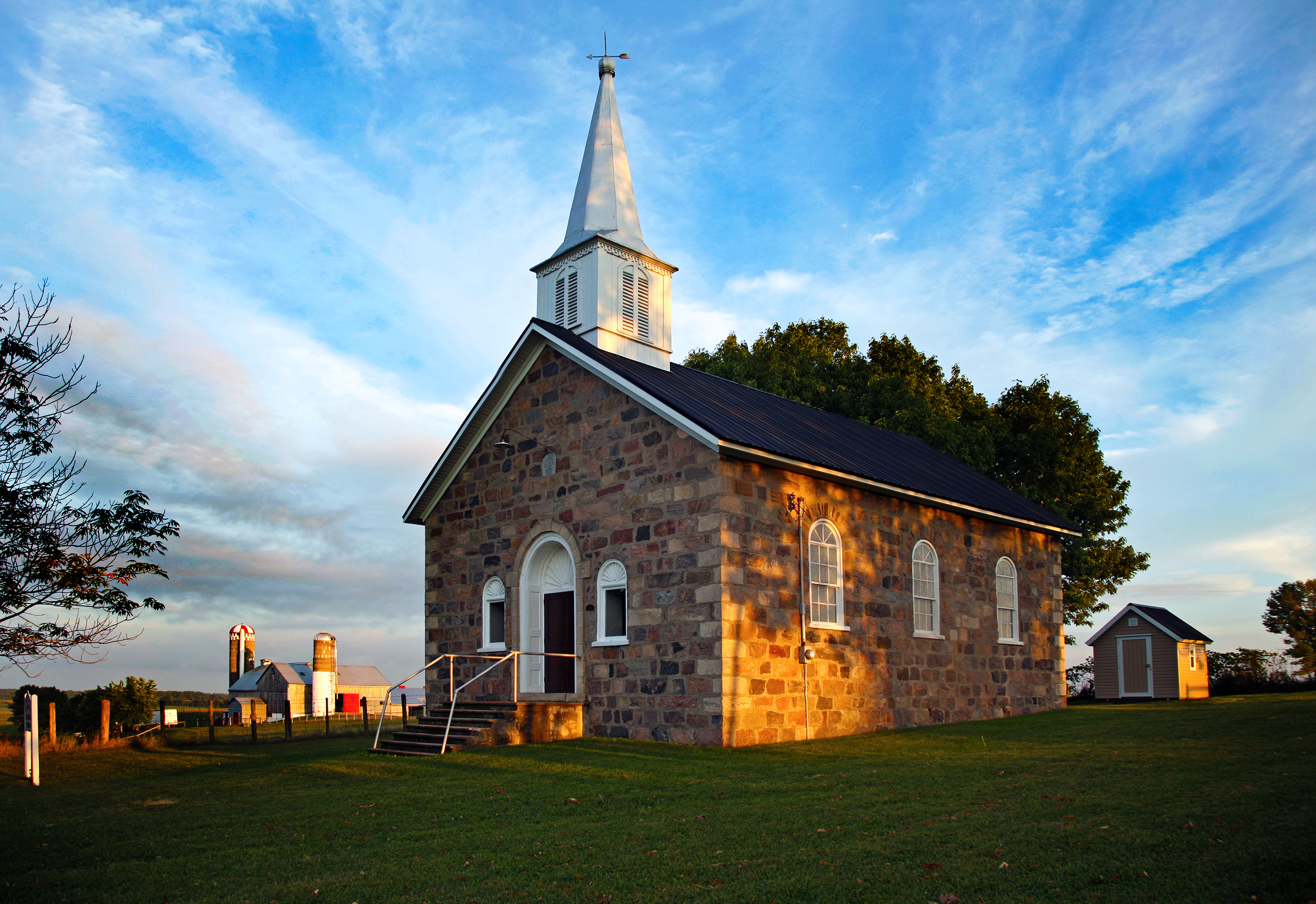
St. John’s Lutheran Church

## Demografische Daten
Im Jahre 2011 ergab sich eine Bevölkerungszahl von 10.710 Personen, was eine Zunahme um 9,4 % gegenüber 2006 bedeutet. Das Durchschnittsalter der Einwohner betrug 2011 32,3 Jahre.